# 王洪廉
王洪廉（？—），男，中华人民共和国政治人物，曾任廊坊地区行政公署专员，河北省人大常委会副主任。